# Partie de barbecue
 (mars 2017).
Si vous disposez d'ouvrages ou d'articles de référence ou si vous connaissez des sites web de qualité traitant du thème abordé ici, merci de compléter l'article en donnant les références utiles à sa vérifiabilité et en les liant à la section « Notes et références ».
Pour plus de détails, voir Fiche technique et Distribution.
Partie de barbecue (High Steaks) est le 118e court métrage d'animation de la série américaine Tom et Jerry réalisé par Gene Deitch et sorti le 23 mars 1962.